# Lucije Tarkvinije Oholi
Lucije Tarkvinije Oholi (Lucius Tarquinius Superbus) je bio posljednji rimski kralj, vladao je u razdoblju od 534. pr. Kr. do 509. pr. Kr. Nastavio je s osvajanjima i započeo s osnivanjem kolonija, čime je udario temelj kasnije rimske prevlasti nad cijelim Sredozemljem. Opteretio je narod nametima pa nije bio omiljen. Tarkvinijev sin Sekst silovao je Lukreciju, kćer jednog bogatog Rimljanina, što je iskorišteno protiv kralja te ga je skupina imućnih Rimljana prognala. Time je završeno rimsko kraljevstvo i proglašena republika. Vođe pobune Lucije Junije Brut i Tarkvinije Kolatin su izabrani za prve rimske konzule.